# 카리 트로
카리 트로(노르웨이어: Kari Traa, 1974년 1월 28일~)는 노르웨이의 전직 프리스타일 스키 선수로 주 종목은 모굴이다. 올림픽에 4회 참가했으며 금메달 1개(2002), 은메달 1개(2006), 동메달 1개(1998)를 획득했다. 또한 세계 선수권 대회에서 금메달 4개, 은메달 2개, 동메달 1개를 획득했고 월드컵에서 종합 우승 3회를 달성했다.
현역 은퇴 후 자신의 이름을 딴 스포츠 의류 회사를 운영하고 있다.